# Sindopower

SindoPower es una empresa de B2B-E-Commerce que opera a nivel mundial y es parte del grupo empresarial SEMIKRON en el sector de electrónica de potencia.

## Portfolio
SindoPower vende vía E-Commerce módulos específicos de electrónica de potencia y cubre con su portfolio unos 2.000 tipos de módulos de un total de 11.600 disponibles en el mercado - de 1 kW hasta 10 MW, incluyendo chips, diodos discretos y Thyristores, además de módulos de potencia (IGBT, MOSFET, Diodos/Tiristores, CIBs, IPMs), drivers, componentes de protección y subsistemas integrados.

## Características de E-Commerce
Elementos principales del nuevo canal de venta B2B-E-Commerce de SindoPower son las siguientes formas de servicio e información:
- listas de precios públicas
- Web-2.0 comunidad para expertos en electrónica de potencia
- Diálogo de asesoramiento en real-time via „TechChat“
- Visibilidad de stock en almacén y en su defecto, una propuesta automática de un módulo con un nivel superior de tensión